# Thiaville-sur-Meurthe
Thiaville-sur-Meurthe é uma comuna francesa na região administrativa de Grande Leste, no departamento de Meurthe-et-Moselle. Estende-se por uma área de 4,47 km². Em 2010 a comuna tinha 588 habitantes (densidade: 131,5 hab./km²).